# Brunn (Mecklenburg)
Brunn település Németországban, Mecklenburg-Elő-Pomeránia tartományban. Lakosainak száma 1042 fő (2023. december 31.).

## Népesség
A település népességének változása:
| Lakosok száma | 1059 | 1030 | 1035 | 1045 | 1048 | 1042 |
|               | 2014 | 2017 | 2019 | 2021 | 2022 | 2023 |